# Lasioglossum platyparium
Lasioglossum platyparium är en biart som först beskrevs av Robertson 1895. Den ingår i släktet smalbin, och familjen vägbin. Inga underarter finns listade i Catalogue of Life.

## Beskrivning
Honan känns framför allt igen på sitt mycket stora huvud. Hos båda könen är det och mellankroppen matt blågrönt färgade. Mandiblerna och labrum avviker hos hanen från den övriga kroppsytan genom att vara gula till brungula. Antennerna är bruna, undersidan på de yttre delarna rödbrun hos honan, gul till brungul hos hanen. Benen är bruna, med rödbruna fötter på de fyra bakre benen hos honan, gula till brungula fötter på alla sex benen hos hanen. De pariga vingarna är halvgenomskinliga med mörkt brunaktiga ribbor och vingfästen. Tergiterna och sterniterna på bakkroppen är mörkt rödbruna med genomskinligt brungula bakkanter. Behåringen är vitaktig och tämligen gles. Som de flesta smalbin är arten liten; honan har en kroppslängd på 4,6 till 5,8 mm och en framvingelängd på 3,5 till 3,8 mm; motsvarande mått hos hanen är 4,6 till 5,3 mm för kroppslängden och 2,9 till 3,7 mm för framvingelängden.

## Utbredning
Utbredningsområdet sträcker sig från Ontario i Kanada över Wisconsin, Michigan och sydvästra New York i USA söderöver till norra delarna av Mississippi, Alabama och Georgia. Arten är överallt ovanlig.

## Ekologi
Lasioglossum platyparium är en boparasit hos andra arter inom samma undersläkte (Dialictus). Några exakta värdarter har inte identifierats, men som andra boparasitiska bin lägger honan ägg i solitära arters bo, vars matförråd får tjäna till föda åt den nya larven, efter det att värdägget eller -larven dödats.
Arten är polylektisk, den besöker blommor från flera olika familjer, framför allt korgblommiga växter, men även från sumakväxter, flockblommiga växter, oleanderväxter, gurkväxter, kransblommiga växter, vinruteväxter och videväxter.